# Ian Manzano
Pour les articles homonymes, voir Manzano (homonymie).
Ian Manzano (né le 26 avril 1977 à Dorval, Québec, au Canada) est un joueur professionnel canadien de hockey sur glace.

## Carrière de joueur
Issu du hockey universitaire américain, il joua durant quelques saisons avec les Chiefs de Johnstown de la East Coast Hockey League. Il joua aussi quelques parties dans la Ligue américaine de hockey au cours de trois différentes saisons.
De la saison 2006-2007 à sa fin de carrière en 2008, il a évolué avec les Sheffield Steelers dans la division élite du Championnat du Royaume-Uni de hockey sur glace.

## Statistiques
Pour les significations des abréviations, voir Statistiques du hockey sur glace.
| Saison    | Équipe                        | Ligue         |    | Saison régulière | Saison régulière | Saison régulière | Saison régulière | Saison régulière |   | Séries éliminatoires | Séries éliminatoires | Séries éliminatoires | Séries éliminatoires | Séries éliminatoires |
| Saison    | Équipe                        | Ligue         | PJ | B                | A                | Pts              | Pun              | PJ               | B | A                    | Pts                  | Pun                  |                      |                      |
| 1998-1999 | Golden Knights de Clarkson    | NCAA          | 37 | 3                | 4                | 7                | 18               | -                | - | -                    | -                    | -                    |                      |                      |
| 1999-2000 | Golden Knights de Clarkson    | NCAA          | 25 | 3                | 9                | 12               | 26               | -                | - | -                    | -                    | -                    |                      |                      |
| 2000-2001 | Golden Knights de Clarkson    | NCAA          | 34 | 0                | 2                | 2                | 41               | -                | - | -                    | -                    | -                    |                      |                      |
| 2001-2002 | Golden Knights de Clarkson    | NCAA          | 38 | 3                | 8                | 11               | 30               | -                | - | -                    | -                    | -                    |                      |                      |
| 2001-2002 | Mudbugs de Bossier-Shreveport | LCH           | -  | -                | -                | -                | -                | 11               | 2 | 5                    | 7                    | 6                    |                      |                      |
| 2002-2003 | Chiefs de Johnstown           | ECHL          | 43 | 3                | 12               | 15               | 34               | -                | - | -                    | -                    | -                    |                      |                      |
| 2002-2003 | Flames de Saint-Jean          | LAH           | 26 | 1                | 5                | 6                | 25               | -                | - | -                    | -                    | -                    |                      |                      |
| 2003-2004 | Chiefs de Johnstown           | ECHL          | 71 | 3                | 20               | 23               | 41               | 1                | 0 | 0                    | 0                    | 0                    |                      |                      |
| 2003-2004 | Senators de Binghamton        | LAH           | 1  | 0                | 0                | 0                | 0                | -                | - | -                    | -                    | -                    |                      |                      |
| 2004-2005 | Chiefs de Johnstown           | ECHL          | 71 | 1                | 21               | 22               | 31               | -                | - | -                    | -                    | -                    |                      |                      |
| 2004-2005 | Sound Tigers de Bridgeport    | LAH           | 3  | 0                | 0                | 0                | 0                | -                | - | -                    | -                    | -                    |                      |                      |
| 2005-2006 | Chiefs de Johnstown           | ECHL          | 72 | 0                | 18               | 18               | 34               | 5                | 0 | 0                    | 0                    | 10                   |                      |                      |
| 2006-2007 | Sheffield Steelers            | Challenge Cup | 6  | 0                | 1                | 1                | 2                | -                | - | -                    | -                    | -                    |                      |                      |
| 2006-2007 | Sheffield Steelers            | EIHL          | 53 | 9                | 13               | 22               | 50               | 2                | 0 | 0                    | 0                    | 2                    |                      |                      |
| 2007-2008 | Sheffield Steelers            | EIHL          | 67 | 3                | 9                | 12               | 56               | -                | - | -                    | -                    | -                    |                      |                      |